# Forcipomyia murphyi
Forcipomyia murphyi är en tvåvingeart som beskrevs av Clastrier och Wirth 1961. Forcipomyia murphyi ingår i släktet Forcipomyia och familjen svidknott. Inga underarter finns listade i Catalogue of Life.